# Улица Есенина (Санкт-Петербург)
Улица Есе́нина — улица в Выборгском районе Санкт-Петербурга. Проходит от проспекта Тореза до Придорожной аллеи. Названа в честь русского поэта Сергея Есенина. Часто улицу неофициально называют «Улица Сергея Есенина». Самая протяжённая магистраль Выборгского района в статусе улицы.

## История

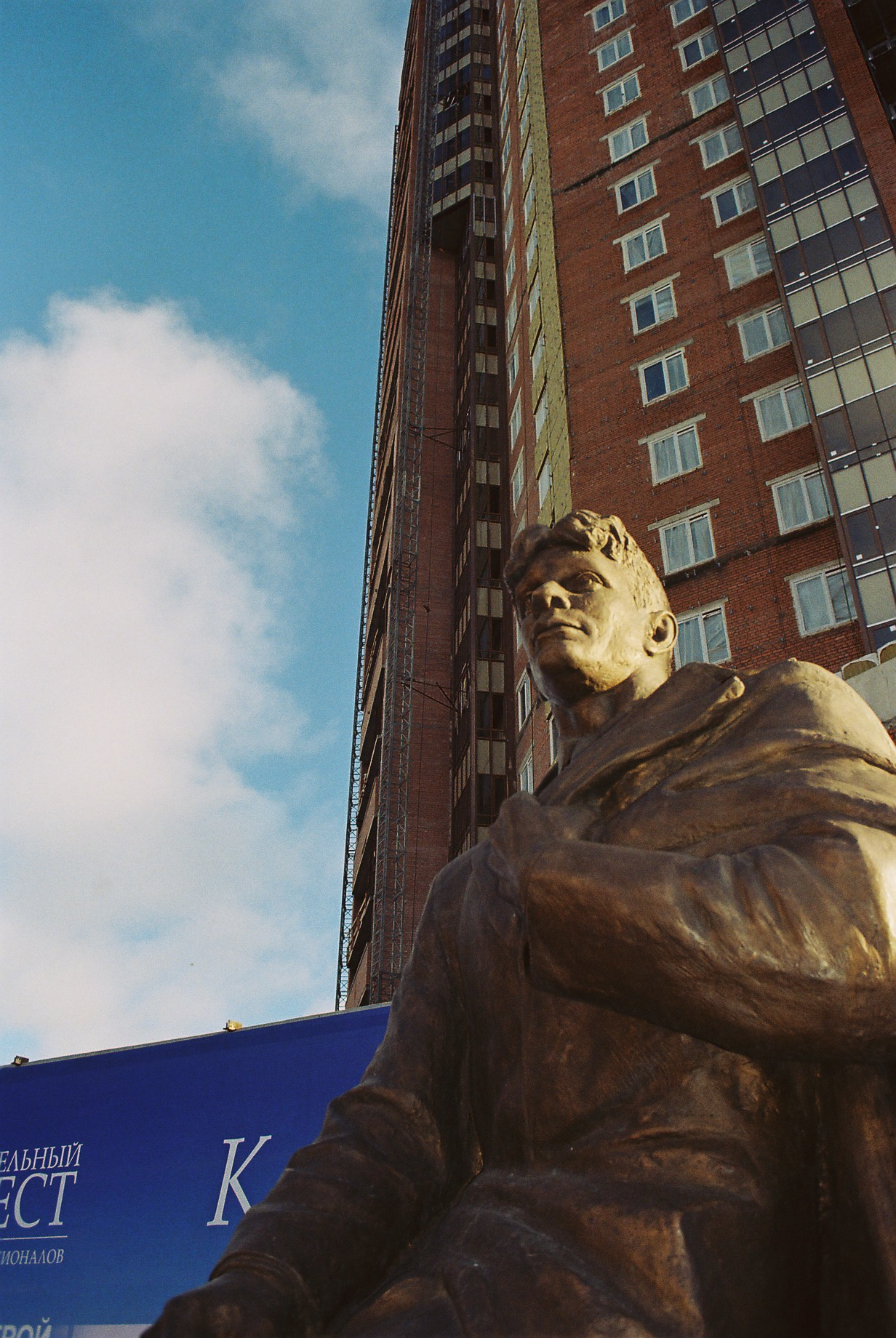
Памятник Есенину

Название улице присвоено 15 июля 1974 года.
В 2009 году на углу улицы Есенина и Северного проспекта установлен памятник Сергею Есенину.

## Пересечения
Улица Есенина пересекает или граничит со следующими проспектами, улицами, переулками:
- проспект Тореза
- Северный проспект
- улица Сикейроса
- Учебный переулок
- проспект Луначарского
- Поэтический бульвар
- проспект Просвещения
- Сиреневый бульвар
- Придорожная аллея

## Транспорт
Ближайшие станции метро — «Озерки» и «Проспект Просвещения» 2-й (Московско-Петроградской) линии.
- Автобусы: № 80, 123, 178, 198, 251, 272, 555 (сезонный), 567.
- Троллейбусы: № 51.